# Terek (flod)
 For alternative betydninger, se Terek. (Se også artikler, som begynder med Terek)
Terek (russisk: Терек, tr. Terek) er en flod i det nordlige Kaukasien. Den udspringer i det nordlige Georgien og løber gennem de russiske områder Nordossetien, Kabardino-Balkarien, Stavropol, Tjetjenien og Dagestan, før den munder ud i det Kaspiske Hav. Terek er 623 km lang og et afvandingsareal på 43.200 km². Terek opsamler vand fra hundredvis af små og større bjergfloder, og strømmen i floden er så stærk, at det selv ved udmundingen næppe er muligt at sejle på den. Hvert år fører Terek 9 til 26 millioner tons sedimenter med sig, der aflejres i det 4.000 km² store floddelta. Floden udnyttes til vanding såvel som drift af vandkraftværker.